# Bołosza (Białoruś)
Bołosza (biał. Балоша, Bałosza; ros. Болоша, Bołosza) – chutor na Białorusi, w obwodzie grodzieńskim, w rejonie ostrowieckim, w sielsowiecie Ryteń, przy granicy z Litwą i nad Bołoszanką.
Dawniej używana nazwa Bołosza Nowa.

## Historia
W XIX i w początkach XX w. majątek ziemski położony w Rosji, w guberni wileńskiej, w powiecie zawilejskim/święciańskim, w gminie Kiemieliszki. W 1905 roku liczył 8 mieszkańców, 80 dziesięcin, własność Pałkowskiego.
Po I wojnie światowej pod administracją polską, w Zarządzie Cywilnym Ziem Wschodnich. W latach 1920–1922 w składzie Litwy Środkowej.
Od 11 kwietnia 1922 leżała w Polsce, w województwie wileńskim, w powiecie święciańskim, w gminie Kiemieliszki. W 1931 był to folwark i zaścianek Bołosza Nowa. Na północ leżał zaścianek Bołosza Stara, obecnie nieistniejący.
W 1931:
- folwark w 2 domach zamieszkiwało 17 osób[4].
- zaścianek w 1 domu zamieszkiwało 8 osób[4].

Wierni należeli do parafii rzymskokatolickiej w Kiemieliszkach. Miejscowość podlegała pod Sąd Grodzki w Święcianach i Okręgowy w Wilnie; właściwy urząd pocztowy mieścił się w Kiemieliszkach.
Po II wojnie światowej w granicach Związku Sowieckiego. Od 1991 w niepodległej Białorusi. Po upadku ZSRR Bołosza została przedzielona granicą państwową – część miejscowości na prawym brzegu Bołoszanki znalazła się w granicach Litwy.